# Bajonett

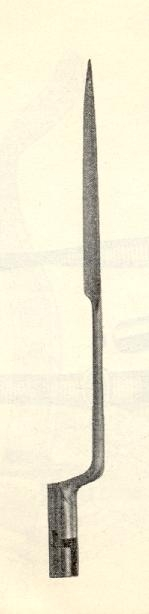
Fransk hylsbajonett från tiden omkring 1694.
Armémuseum

En bajonett är ett blankvapen som fästs vid mynningen på musköter, gevär eller karbiner, och som används i närstrid.

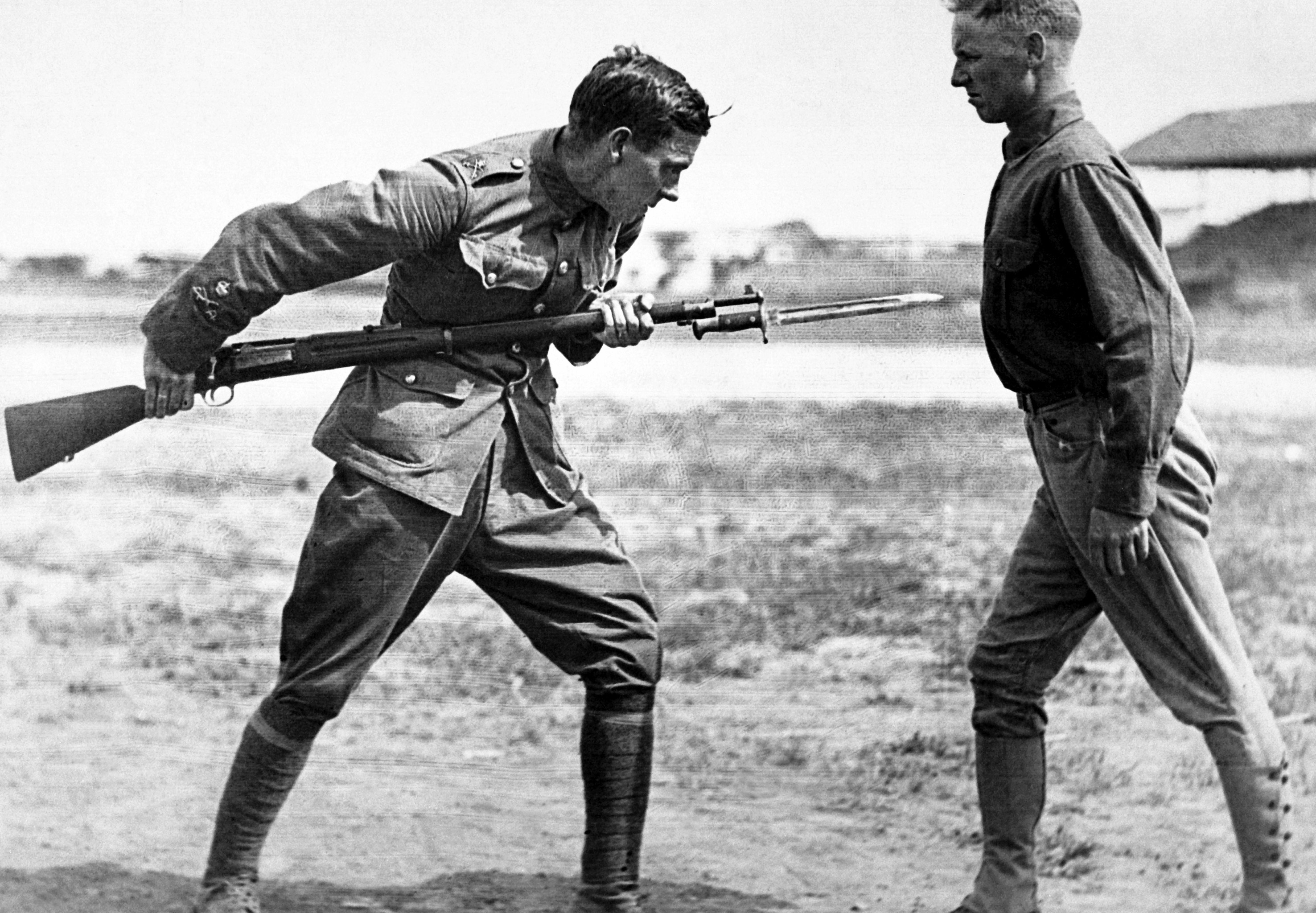
Amerikanska soldater i bajonettövning 1917 under mexikanska gränskriget.

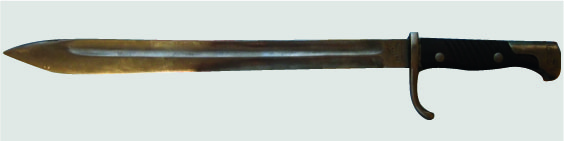
En tysk bajonett: Seitengewehr 98/05 från 1905. Den består av klinga, parerstång och grepp samt någon form av fästanordning. Bajonetten var avsedd att användas till Gewehr 98 Mauser vilket var den kejserliga tyska arméns standardgevär under första världskriget. Denna bajonett kunde dock även anbringas på Karabiner 98AZ / Karabiner 98A samt Karabiner 98B (infördes 1923) och Karabiner 98 kurz (infördes 1935) och fanns kvar vid vissa förband till och med andra världskriget. Bajonetten förekom även med sågtandad rygg: Seitengewehr 98/05 S. Denna version var avsedd att kunna användas som verktyg vid ingenjör- och pionjärtrupperna.

## De första bajonetterna
När musköterna under den senare hälften av 1500-talet började bli lättare och mer hanterbara kunde man använda dem även för jakt. Eftersom det tog lång tid att ladda om stod jägaren ganska värnlös om han inte även var beväpnad med ett jaktspjut att försvara sig med om en björn eller ett vildsvin skulle angripa honom. Den svårhanterliga dubbelbeväpningen ledde till att man kombinerade de båda vapnen genom att forma skaftet på en kniv på ett sådant sätt att den kunde stickas in i mynningen på musköten och därmed kunna växlas mellan eldhandvapen och spjut. Senare försåg man kniven med ett tvärjärn vid klingans sockel för att hålla ett påträngande djur från livet.
I de flesta uppslagsböcker anges att vapnet först tillverkats i staden Bayonne i södra Frankrike -därav namnet. Men påståendet saknar belägg.
Det skulle dröja ända till slutet av 1600-talet innan bajonetten mera allmänt började att tas i bruk av fotfolket inom de europeiska härarna. De första tillförlitliga underrättelserna om bajonettens användning i krig finns i en fransk generallöjtnants memoarer. Denne berättar från ett fälttåg åren 1646-1648 att hans musketerare inte var beväpnade med långa värjor utan med bajonetter vilka hade en något mer än tre decimeter lång klinga och ett lika långt skaft, som stacks in i mynningen på musköten. Bajonetterna skulle användas i händelse musketerarna anfölls sedan de givit eld och inte hunnit ladda om. I någon större utsträckning torde emellertid bajonetten inte ha använts förrän 1671 då ett franskt regemente beväpnades med vapnet.
I början av 1690-talet kunde man slå ihop piken och musköten när man uppfann en bajonettkonstruktion där man förenade klingan med en hylsa av järn som träddes över pipan så att man kunde avfyra musköten med påsatt bajonett och därmed kunda användas som skjutvapen och pik omvartannat. 

## Utveckling
Tidiga hylsbajonetter hade stötklingor, men under det tidiga 1800-talet förekom även klingor som det gick att hugga och skära med. Redan tidigare hade dock en ny typ av bajonetter börjat dyka upp. Dessa kallades sabelbajonetter och var mer eller mindre vanliga huggare som försetts med någon form av anordning så att de, förutom att användas som sidovapen, kunde fästas vid muskötpipan. Under 1800-talet förfinades sabelbajonetten, men fortfarande existerade både hyls- och sabelbajonetter i det närmaste parallellt. Under sent 1800-tal försvann dock hylsbajonetten och samtidigt började man använda den kortare typ av bajonett som fortfarande är bruklig idag, och kallas knivbajonett. Mosin-Nagant blev ett av de sista gevären att utrustas med hylsbajonett.
I äldre tiders krig, då eldstriden inte hade lika stor betydelse som idag, spelade bajonettanfallet en viktig roll och inte som idag där bajonetten är mer av ett "sista utväg-vapen". I fredstid kan bajonetten användas vid vakttjänstgöring och/eller för att kontrollera stora människomassor, sedan parader och uppvisningar samt vid olika historiska återskapanden.

## Sverige
Under 1690-talet hade grenadjärerna på vissa svenska regementen pluggbajonetter, men år 1696 fastställde Karl XI två bajonettmodeller med hylsa, en tveeggad och en eneggad. Den 31 december 1699, kort före utbrottet av det stora nordiska kriget, var endast 276 man i den svenska hären beväpnade med hylsbajonetter. Hela hären utrustades sedan efter hand med vapnet i takt med att för hylsbajonett lämpliga musköter tilldelades förbanden och under Karl XII:s sista år även för manskapet inom den svenska flottan.  Under slutet av1800-talet övergick man till en kortare typ av bajonett, knivbajonetten. 

### Svenska bajonettmodeller
- Hylsbajonett m/1696 – bajonett med stålfäste.
- Hylsbajonett m/1699
- Hylsbajonett m/1701 – Bajonetten skall hädanefter tillverkas av stål, vilket tillförne endast uddarna varit gjorda av.[3]
- Hylsbajonett m/1704
- Hylsbajonett m/1716
- Hylsbajonett m/1717 – för Livskvadronen. Bajonett-klingeudden bliver intet så spetsig, som den är, utan å som en karpetunga spetsad i udden, och så långt bajonettklingan går neder i baljan.[3]
- Hylsbajonett m/1815
- Hylsbajonett m/1860
- Hylsbajonett m/1864 (m/1864-68)
- Hylsbajonett m/1867 (m/1867-89)
- Knivbajonett m/1894 (m/1894-1914)
- Knivbajonett m/1896
- Knivbajonett m/1914
- Knivbajonett m/1915